# 中国国际农业机械展览会
中国国际农业机械展览会，是农业机械领域的大型展览会，每年举办一次，由中国农业机械流通协会、中国农业机械化协会和中国农业机械工业协会主办，部分年份包含举办城市政府的农业部门。曾被称作全国农机产品订货交易会、全国秋季农机展，又因为多在武汉市举办又称武汉农机展；2013年、2015年、2019年与2020年则在青岛举办。

## 历史
中国国际农业机械展览会的历史可以追溯到上世纪50年代，当时的展览会主要功能是计划排产会。1978年曾举办过一次全国农业机械博览会。第一届中国国际农业机械展览会在1997年的北京全国农业展览馆举办。展会的另一前身“全国农机产品订货会”始于1976年，1999年改称“全国农机产品订货交易会”，并与中国国际农业机械展览会合办。21世纪初展会同时使用全国农机产品订货交易会与中国国际农业机械展览会两个名称以及英文简称“CAMF”，2011年起主要使用后者。
中国国际农业机械展览会是亚洲规模最大的农业机械展览会。2003年，在安徽省合肥市开办的展会吸引了3万多客商，使合肥多数宾馆的入住率从70％提升到100％；市内通往经济技术开发区的出租车、公交车的载客量大幅度增加。合肥晚报估计，当时的展会至少给合肥带来了上千万元的收入。楚天金报称，2016年的展会是当年武汉最大的展会。
2011年，展会做出了较大的调整。展会区域重新划分为：
1. 综合大型企业展区；
2. 拖拉机、收割机械展区；
3. 工程机械展区；
4. 运输机械展区；
5. 内燃机展区；
6. 国际展区；
7. 水稻机械展区:
8. 农机具展区:
9. 农副产品初加工、畜牧、水产、养殖机械展区；
10. 植保机械展区，排灌机械、旋耕机、微耕机展区；
11. 配附件展区（含液压件、变速箱、齿轮、传动展区，汽车、拖拉机、收割机配件展区，内燃机配件展区）。[6]

## 历次展览
| 年份 | 城市 | 日期             | 场地                   | 备注                                                                             |
| ---- | ---- | ---------------- | ---------------------- | -------------------------------------------------------------------------------- |
| 1997 | 北京 | 12月1日-4日      | 全国农业展览馆         | [ 4 ]                                                                            |
| 1998 | 济南 |                  |                        | 此次展会是尚未与中国国际农业机械展览会合办的全国农机产品订货交易会。             |
| 1999 | 济南 | 10月19日-22日    |                        | 此次展会也是中国农业机械50年成就展。                                             |
| 2000 | 济南 | 10月19日-22日    | 山东国际博览中心       | [ 15 ]                                                                           |
| 2001 | 南京 |                  |                        | [ 16 ]                                                                           |
| 2002 | 南京 | 10月18日-20日    | 南京国际展览中心       | [ 17 ] [ 18 ]                                                                    |
| 2003 | 合肥 | 11月？日-17日    | 安徽国际会展中心       | 参展商1200多家，前来参展和洽谈贸易的观众7万多人次。                              |
| 2004 | 合肥 | 10月18日-20日    | 安徽国际会展中心       | 此次展会参展企业1391家，入场人数超过8万人次。                                    |
| 2005 | 合肥 | 10月22日-24日    | 安徽国际会展中心       | [ 23 ] [ 24 ]                                                                    |
| 2006 | 合肥 | 10月22日-24日    | 安徽国际会展中心       | [ 25 ]                                                                           |
| 2007 | 郑州 | 10月26日-28日    | 郑州国际会展中心       | [ 26 ]                                                                           |
| 2008 | 郑州 | 10月25日-27日    | 郑州国际会展中心       | [ 27 ]                                                                           |
| 2009 | 合肥 | 10月23日-25日    | 安徽国际会展中心       | [ 28 ]                                                                           |
| 2010 | 郑州 | 10月29日-31日    | 郑州国际会展中心       | [ 29 ] [ 30 ]                                                                    |
| 2011 | 郑州 | 10月27日-29日    | 郑州国际会展中心       | 此次展会开辟了国际展区。                                                         |
| 2013 | 青岛 | 10月26日-28日    | 青岛国际博览中心       | [ 32 ]                                                                           |
| 2014 | 武汉 | 10月28日-30日    | 武汉国际博览中心       | [ 33 ]                                                                           |
| 2015 | 青岛 | 10月26日-28日    | 青岛国际博览中心       | 展会拟定“全程机械化”和“深松”两大主题。                                           |
| 2016 | 武汉 | 10月26日-28日    | 武汉国际博览中心       | 展会主题为“供给侧改革与农业机械化创新”                                           |
| 2017 | 武汉 | 10月26日-28日    | 武汉国际博览中心       | 本届农机展展会设置拖拉机与耕整机械、水稻机械等专业展区，约有1900家企业参展。     |
| 2018 | 武汉 | 10月26日-28日    | 武汉国际博览中心       | 展会以“乡村振兴与全面、全程农业机械化”为主题。                                   |
| 2019 | 青岛 | 10月30日-11月1日 | 青岛世博城国际展览中心 | 展会以“机械化与农业农村现代化”为主题，展览面积超过22万平方米，中外展商2100余家。 |
| 2020 | 青岛 | 11月13日-15日    | 青岛世博城国际展览中心 | 展会主题为“农业机械化·乡村振兴·脱贫攻坚”，中外展商1800余家。                     |